# 胡夢昱
胡夢昱（1185年—1226年），字季昭，又字季汲，號竹林愚隱，南宋吉水（今属江西）人。
生于南宋淳熙乙己十二年（1185年）三月初五，二岁丧父。宋宁宗嘉定十年（1217年）進士，授南安军南安县主簿。除大理评事。寶慶元年（1225年），因上疏讼济王趙竑之冤情，因辭語狂悖，史彌遠唆御史李知孝誣以黨附叛逆的罪名，謫象州（今广西象州县）羈管，经过桂林时，桂林守军元帅钱宏祖欲殺之，卻暴卒。次年，移官广西钦州，未及行，以痢疾卒。桂林九贤祠列为九贤之一。赠朝奉郎。谥刚简。著有《象台集》六卷、《竹林愚隐集》一卷。